# 악어의 딜레마
악어 역설(鰐魚 逆說) 또는 악어 궤변(鰐魚 詭辯)은 거짓말쟁이의 역설과 같은 계열에 속하는 논리학적 역설이다. 전제는 다음과 같다. 어떤 악어가 아이를 훔쳐 간 뒤, 부모에게 자신이 다음에 어떤 행동을 할지 정확히 예측한다면, 그리고 그런 경우에만 아이를 돌려주겠다고 약속한다.
부모가 아이를 돌려받을 것이라고 예측하는 경우에는 그 거래가 논리적으로는 순조롭지만 예측 불가능하다. 그러나 부모가 아이를 돌려받지 못할 것이라고 예측하는 경우에는 악어가 딜레마에 빠진다. 악어가 아이를 계속 데리고 있기로 결정한다면, 이는 약속을 위반하는 것이다. 부모의 예측이 맞았으므로 아이를 돌려주어야 하기 때문이다. 그러나 악어가 이전 결과를 토대로 아이를 돌려주기로 결정하더라도 여전히 약속을 위반하게 된다. 부모의 예측이 틀렸으므로 아이를 돌려주지 말아야 하기 때문이다. 따라서 악어가 무엇을 해야 하는지는 역설적인 문제이며, 정당화할 수 있는 해결책이 없다.
악어의 딜레마는 메타지식이 제기하는 논리적 문제들을 드러내는 데 기여한다. 이런 점에서 이는 예기치 못한 교수형의 역설과 구조가 비슷하다. 리처드 몬터규(1960)는 이 역설을 통해 지식에 관한 다음과 같은 가정들이 함께 검증될 때 서로 모순됨을 보여주었다.
1. ρ가 참이라고 알려져 있다면, ρ이다.
2. (1)은 알려져 있다.
3. ρ가 σ를 함의하고, ρ가 참이라고 알려져 있다면, σ 또한 참이라고 알려져 있다.

고대 그리스 문헌들이 처음으로 악어의 딜레마를 논의했다.

## 같이 보기
- 자기언급